# IC 3826
IC 3826 ist eine Linsenförmige Galaxie vom Hubble-Typ S0 im Sternbild Jungfrau auf der Ekliptik. Sie ist schätzungsweise 186 Millionen Lichtjahre von der Milchstraße entfernt und hat einen Durchmesser von etwa 130.000 Lichtjahren. Die Galaxie gilt als Mitglied der Galaxiengruppe HCG 62.

Im selben Himmelsareal befinden sich u. a. die Galaxien NGC 4703, NGC 4716, NGC 4717, PGC 996928.
Das Objekt wurde am 13. April 1895 von Guillaume Bigourdan entdeckt.